# Solenostomidae
Los solenostómidos (Solenostomidae) son una familia monotípica del orden Syngnathiformes, cuyo único género es Solenostomus. 
Son peces marinos, llamados comúnmente peces pipa fantasma, que habitan aguas tropicales del Indo-Pacífico, asociados a arrecifes de coral, praderas de algas y fondos blandos.

## Género y especies
El Registro Mundial de Especies Marinas reconoce las siguientes especies en el único género de la familia:
- Solenostomus armatus Weber, 1913 - Pez pipa fantasma blindado
- Solenostomus cyanopterus Bleeker, 1854 - Pez pipa fantasma robusto
- Solenostomus halimeda Orr, Fritzsche & Randall, 2002 - Pez pipa fantasma Halimeda
- Solenostomus leptosoma Tanaka, 1908 - Pez pipa fantasma delicado
- Solenostomus paradoxus (Pallas, 1770) - Pez pipa fantasma arlequín

## Morfología
Cuerpo largo y comprimido, conteniendo grandes placas óseas estrelladas. La primera aleta dorsal tiene 5 largas y endebles espinas, la segunda aleta dorsal, montada sobre una base, tiene entre 18-22 radios blandos. Las aletas pélvicas son relativamente grandes, están opuestas a la primera aleta dorsal, y tienen 1 espina y 6 radios blandos. Las hembras forman una bolsa de cría con las aletas pélvicas para incubar los huevos.